# Kirchenkreis Wilmersdorf
Der ehemalige Kirchenkreis Wilmersdorf existierte von 1948 bis 2013 und war der Zusammenschluss evangelischer Kirchengemeinden im kommunalen Bezirk Wilmersdorf in Berlin. Der Kirchenkreis gehörte zur Evangelischen Kirche in Berlin-Brandenburg, nach 1961 zu deren Bereich Berlin-West, nach 2004 zur Evangelischen Kirche Berlin-Brandenburg-schlesische Oberlausitz (EKBO). Der Kirchenkreis fusionierte auf Grundlage der Strukturanpassungs- und Erprobungsverordnung für den Evangelischen Kirchenkreis Charlottenburg-Wilmersdorf vom 13. Dezember 2013 zum 1. Januar 2014 mit dem benachbarten Kirchenkreis Charlottenburg zum gemeinsamen Kirchenkreis Charlottenburg-Wilmersdorf, der die Rechtsnachfolge der beiden vereinigten Kirchenkreise antrat.

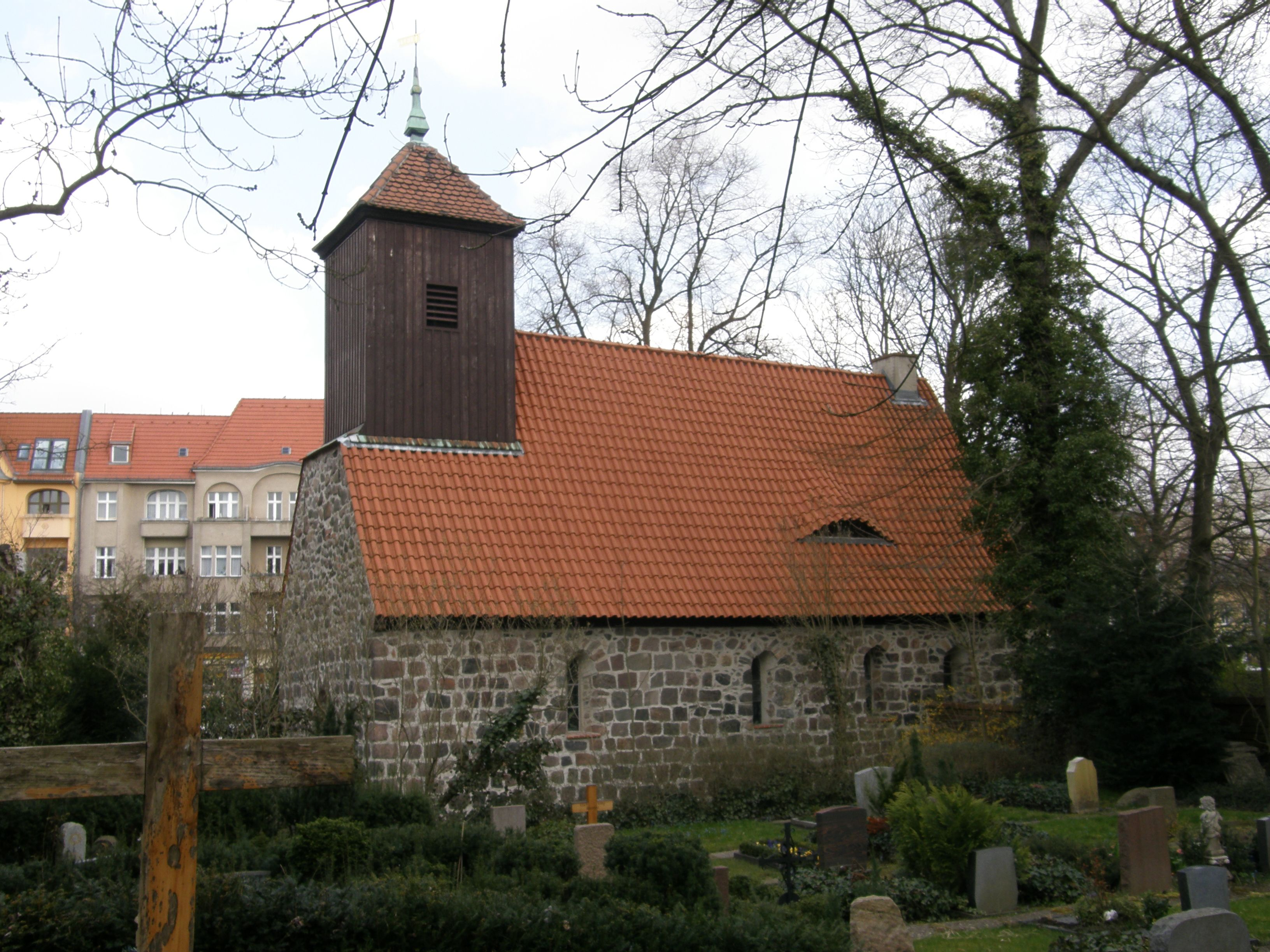
Die Dorfkirche Schmargendorf ist die älteste Kirche im ehemaligen Kirchenkreis Wilmersdorf

## Gründung
Im Zuge der Neuordnung der Evangelischen Kirche in Berlin-Brandenburg nach dem Zweiten Weltkrieg wurde der Kirchenkreis Wilmersdorf am 1. April 1948 durch die Auflösung des Kirchenkreises Kölln-Land gebildet. Dem neuen Kirchenkreis wurden die folgenden sechs Gemeinden zugeteilt:
- Die Kirchengemeinde der Auenkirche in Wilmersdorf mit der Auenkirche
- die Kirchengemeinde der Hochmeisterkirche in Wilmersdorf mit der Hochmeisterkirche
- die Kirchengemeinde der Kirche am Hohenzollernplatz in Wilmersdorf mit der Kirche am Hohenzollernplatz
- die Kirchengemeinde der Lindenkirche in Wilmersdorf-Süd mit der Lindenkirche
- die Kirchengemeinde in Berlin-Schmargendorf mit der Dorfkirche Schmargendorf sowie der Kreuzkirche
- die Kirchengemeinde Berlin-Grunewald mit der Grunewaldkirche

Die erste Kreissynode kam zu ihrer konstituierenden Tagung am 10. Juni 1948 im Gemeindehaus Detmolder Straße 1 zusammen.

## Gemeindeteilungen
Im Laufe der Geschichte des Kirchenkreises wuchs die Zahl der Gemeinden durch Gemeindeteilungen von sechs auf neun an:
- Zum 1. April 1959 wurde die Kirchengemeinde der Lindenkirche in zwei eigenständige Kirchengemeinden geteilt.[4] Während die Linden-Kirchengemeinde ihren Namen behielt, erhielt die neu zu bildende Kirchengemeinde später den Namen Vaterunser-Kirchengemeinde. Der Neubau der Vater-Unser-Kirche wurde am 18. März 1961 in einem Festgottesdienst mit Bischof Otto Dibelius eingeweiht.
- Zum 1. April 1960 wurde die Kirchengemeinde Schmargendorf in die Kreuz-Kirchengemeinde im Norden Schmargendorfs sowie die Kirchengemeinde Alt-Schmargendorf im Süden Schmargendorfs geteilt.[5]
- Zum 1. Januar 1965 wurde die Daniel-Kirchengemeinde aus Teilen der Hochmeister- und der Kirchengemeinde am Hohenzollernplatz gebildet.[6] In dem an der Brandenburgischen Straße errichteten Gemeindezentrum wurde am 17. September 1967 der Kirchsaal als Gottesdienstraum eingeweiht.

## Superintendenten

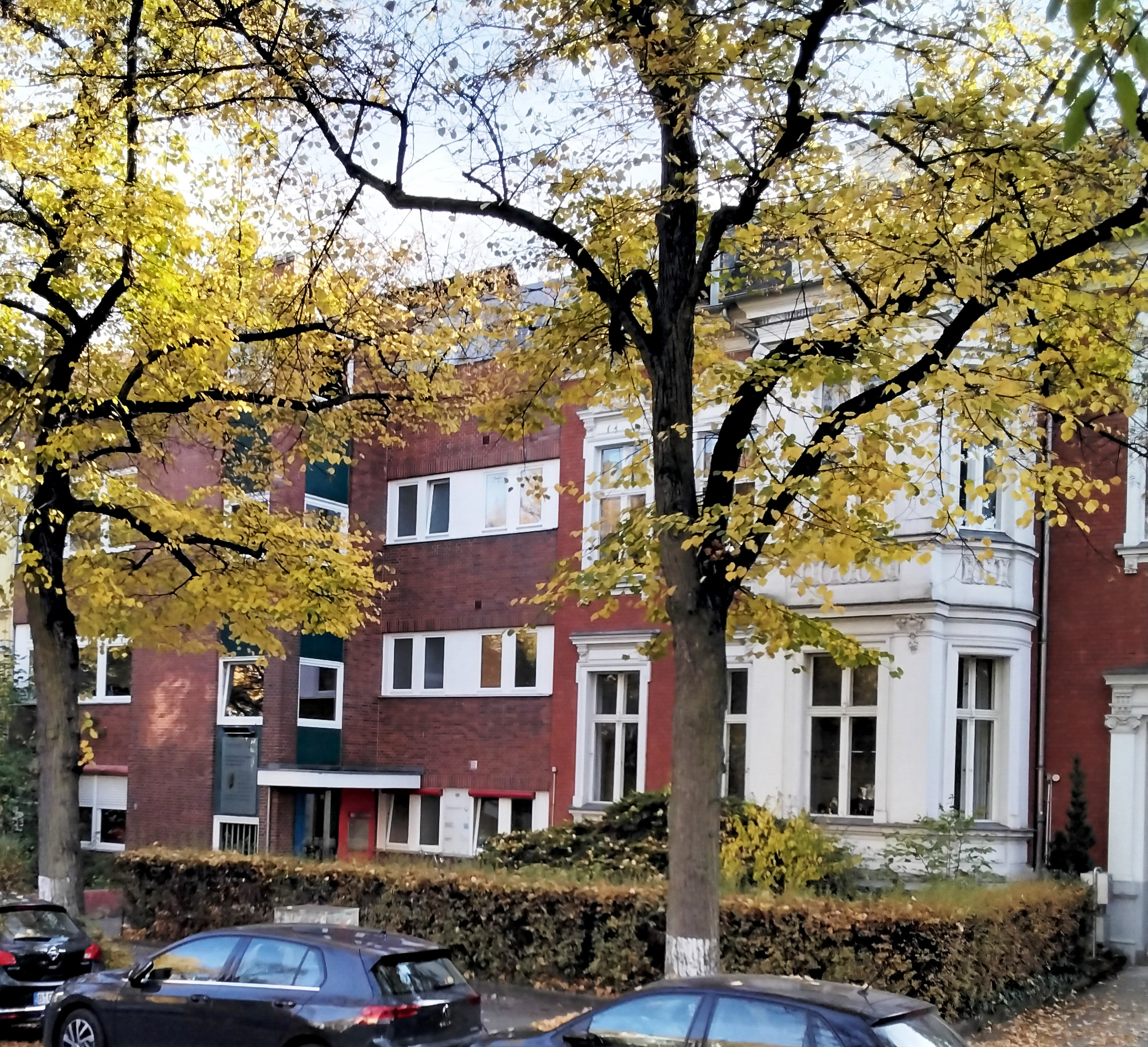
Superintendentur Wilmersdorf Wilhelmsaue 121, nach 2014 auch Sitz des Kirchenkreises Charlottenburg-Wilmersdorf

Die folgenden Superintendenten leiteten den Kirchenkreis:
- 1948 – 1956 Heinrich Hüffmeier (1900–1956)
- 1956 – 1975 Wulf Thiel (1908–1999)
- 1975 – 1986 Christof Karzig (* 1934)
- 1987 – 1996 Herbert Lorenz (* 1931)
- 1997 – 2010 Roland Herpich (* 1953)
- 2010 – 2014 Harald Grün-Rath (* 1950)

Sitz der Superintendentur war ab 1948 zuerst im Gemeindehaus der Linden-Kirchengemeinde, Landauer Straße 6, in der Heinrich Hüffmeier eine Pfarrstelle bekleidete. 1950 wurde das Büro in die Johannisberger Str. 15 a, dann in ein Souterrainzimmer in der Binger Straße 26 verlegt. 1972 zog das Büro in das Gebäude der Auen-Kirchengemeinde in der Wilhelmsaue 120. 173 konnte an der Adresse Wilhelmsaue 121 ein Neubau bezogen werden, in dem neben der Superintendentur auch die Bezirksstelle des Diakonischen Werkes und das Büro des Kreiserziehungspfarrers untergebracht wurden.

## Kreiskirchliche Einrichtungen
Als erste kreiskirchliche Einrichtung wurde 1949 das Amt für Jugendarbeit gegründet, das 1962 seinen Sitz im „Schwedenhaus“ in der Reinerzstraße 43 erhielt. Das Schwedenhaus, eine Spende des Schwedischen Hilfswerkes für die deutsche Jugend, das den Namen „Friedrich-Bergmann-Haus“ erhielt wurde am 30. Juni 1962 eingeweiht. Als besondere Aktivität der Jugendarbeit wurden ab 1956 mehrere Rüstzeiten für Abiturienten durchgeführt, an denen bis 1967 jeweils bis zu 100 Abgänger Wilmersdorfer Gymnasien teilnahmen. 1987 organisierte das Amt für Jugendarbeit eine Fahrt der evangelischen Jugend in die Sowjetunion.
Zum 1. Oktober 1959 wurde das Kirchliche Verwaltungsamt Wilmersdorf gegründet. In ihm wurden nach und nach die Rendanturen der Kirchengemeinden zunächst in Räumlichkeiten der Kirchengemeinde am Hohenzollernplatz zusammengefasst. Im Oktober 1984 erfolgte der Umzug in das Friedrich-Bergmann Haus in der Reinerzstraße. 1997 fusionierte das Verwaltungsamt mit denen der Kirchenkreise Schöneberg und Charlottenburg zum Kirchenkreisverband Berlin Mitte-West, das seinen Dienstsitz am Charlottenburger Karolinger Platz 6 erhielt.
Im Januar 1966 wurde die evangelische Familienbildungsstätte des Kirchenkreises gegründet.

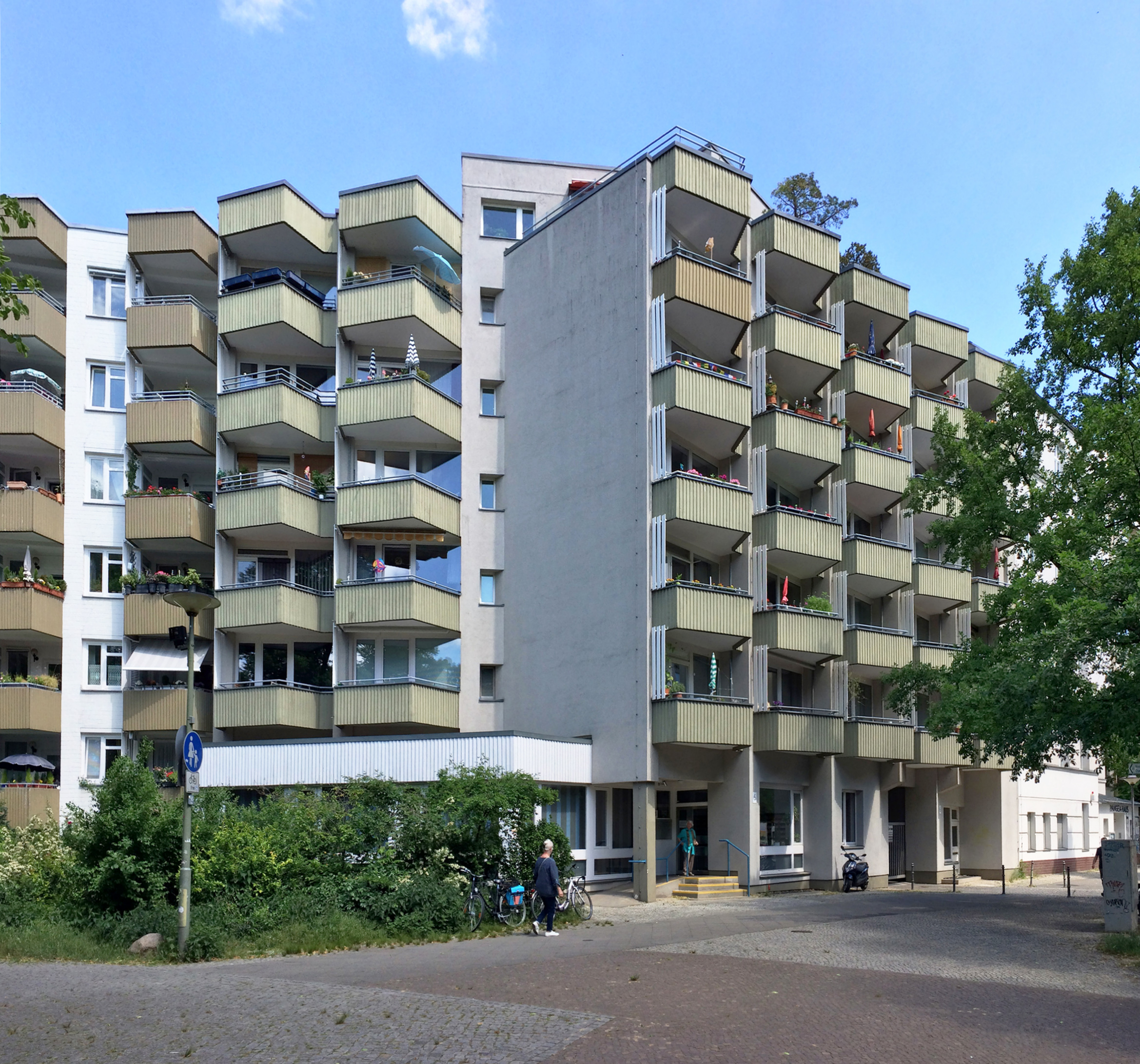
Seniorenwohnhaus am Nikolsburger-Platz 2018

Am 15. Juli 1971 wurde das evangelische Seniorenwohnhaus des Kirchenkreises am Nikolsburger Platz (Trautenaustraße) eingeweiht. Es bot 40 Senioren Platz. Auf der Tagung der Kreissynode am 20. August 1981 wurde die Erweiterung des Seniorenheimes beschlossen. Am 19. September 1997 beschloss die Synode, dass das Seniorenwohnhaus gemeinsam mit anderen diakonischen Angeboten des Kirchenkreises für Senioren in die Trägerschaft der neu zu gründenden „Diakonie Wilmersdorf gGmbH“ überführt wird.
Auf dem Gelände der Daniel-Kirchengemeinde wurde im September 2012 der evangelische „Campus Daniel“ in Anwesenheit von Bischof Markus Dröge und dem Regierenden Bürgermeister von Berlin, Klaus Wowereit, eröffnet. Dazu wurde der Flachbau der Gemeinde mit einem dreistöckigen Neubau überbaut, in dem auf 4.000 m² neben der Kindertagesstätte der Gemeinde und anderen gemeindlichen Angeboten die evangelische Grundschule Wilmersdorf in Trägerschaft der Evangelischen Schulstiftung der EKBO Platz fand. Im Laufe seines Bestehens wurden im Campus die Büros kreiskirchlicher Arbeit mit Kindern, der Jugendarbeit, der Arbeit mit Senioren die Kältehilfe, das Team Diakonie sowie die Evangelische Familienbildung aufgenommen. In eines der ehemaligen Pfarrhäuser auf dem Gelände zog die Diakoniestation Wilmersdorf ein.

## Partnerschaften des Kirchenkreises
- Nach der Teilung der Evangelischen Kirche Berlin-Brandenburg durch den Mauerbau 1961 war der Kirchenkreis Wilmersdorf partnerschaftlich mit dem Kirchenkreis Berlin Stadt I in Berlin (Ost) verbunden. 1984 konnte Superintendent Heribert Karpinski mit einem Dienstvisum Berlin (West) besuchen. Er referierte auf der Wilmersdorfer Kreissynode zum Thema „Kirche der Stadt, das Heißt einer Stadt im Sozialismus“. 1984 konnten drei Begegnungen Jugendlicher aus beiden Kirchenkreisen in Berlin (Ost) organisiert werden. Im gleichen Jahr tagten beide Pfarrkonvente gemeinsam im Französischen Dom.
- Auf der Tagung der Kreissynode am 4. und 5. Juli 1979 wurde auf Anregung des Berliner Missionswerkes und des Antrages der Arbeitsgruppe „Mission und Ökumene“ eine ökumenische Partnerschaft mit dem Kirchenkreis Iringa der Evangelisch-Lutherischen Kirche Tanzanias begründet.[9] Die Partnerschaft war geprägt durch gegenseitige Besuche, im Sommer 1996 auch durch den Besuch des Iringa-Chores zu Konzertauftritten in Wilmersdorf. Nach der Wiedervereinigung Deutschlands wurden auch Lastwagen aus dem Bestand der aufgelösten Nationalen Volksarmee der DDR nach Tanzania verschifft.
- 1980 wurde eine Partnerschaft mit der United Church of Christ in den USA aufgenommen. Treffen von Delegationen fanden 2001 in den USA und 2003 in Wilmersdorf statt.

## Auflösung des Kirchenkreises
Hintergrund der Fusion des Kirchenkreises Wilmersdorf mit seinem benachbarten Kirchenkreis Charlottenburg bildete das „Strukturanpassungs- und Erprobungsgesetze“ der Evangelischen Kirche in Berlin-Brandenburg-Schlesische Oberlausitz vom 16. November 1996 „zur Erleichterung der Zusammenführung von Kirchenkreisen“ mit dem Ziel eine „Steigerung der Wirtschaftlichkeit sowie (eine) Arbeits- und Strukturvereinfachung“ zu erreichen. Einen weiteren Impuls zum Zusammengehen dieser beiden Kirchenkreise gab auch die kommunale Fusion der Bezirke Berlin-Charlottenburg und Berlin-Wilmersdorf im Rahmen der Bezirksgebietsreform zum 1. Januar 2001. Nachdem bereits das kirchliche Verwaltungsamt mit den Ämtern Schöneberg und Charlottenburg seit 1997 in einem gemeinsamen Kirchenkreisverband zusammenarbeitete und auch 2001 die kreiskirchlichen Arbeitsstellen für den Religionsunterricht Wilmersdorf und Charlottenburg zusammengelegt wurden, begannen auch im Kirchenkreis Gespräche zum Zusammengehen der beiden Kirchenkreise. Der Beratungsprozess wurde von einer Steuerungsgruppe koordiniert, der Mitglieder beider Kirchenkreise, darunter auch die Superintendenten Harald Grün-Rath und Carsten Bolz, angehörten. Auf einer gemeinsamen Tagung beider Kreissynoden im Frühjahr 2013 wurde der Entwurf einer „Strukturanpassungs- und Erprobungsverordnung“ für die beiden Kirchenkreise abgestimmt, die in getrennten Tagungen beider Kreissynoden und vorheriger Anhörung der Gemeindekirchenräte am 1. und 2. November 2013 verabschiedet wurde. Die konstituierende Tagung der neuen, gemeinsamen Kreissynode fand am 14. und 15. März 2014 statt.